# Performance Tech Motorsports
Performance Tech Motorsports est une équipe américaine de sport automobile fondée en 1982 par Brent O'Neill. Elle a participé à différentes compétitions automobiles aux États-Unis et est basée à Deerfield Beach, en Floride.
L'écurie a remporté la catégorie Prototype Challenge du championnat WeatherTech SportsCar Championship en 2017.

## American Le Mans Series

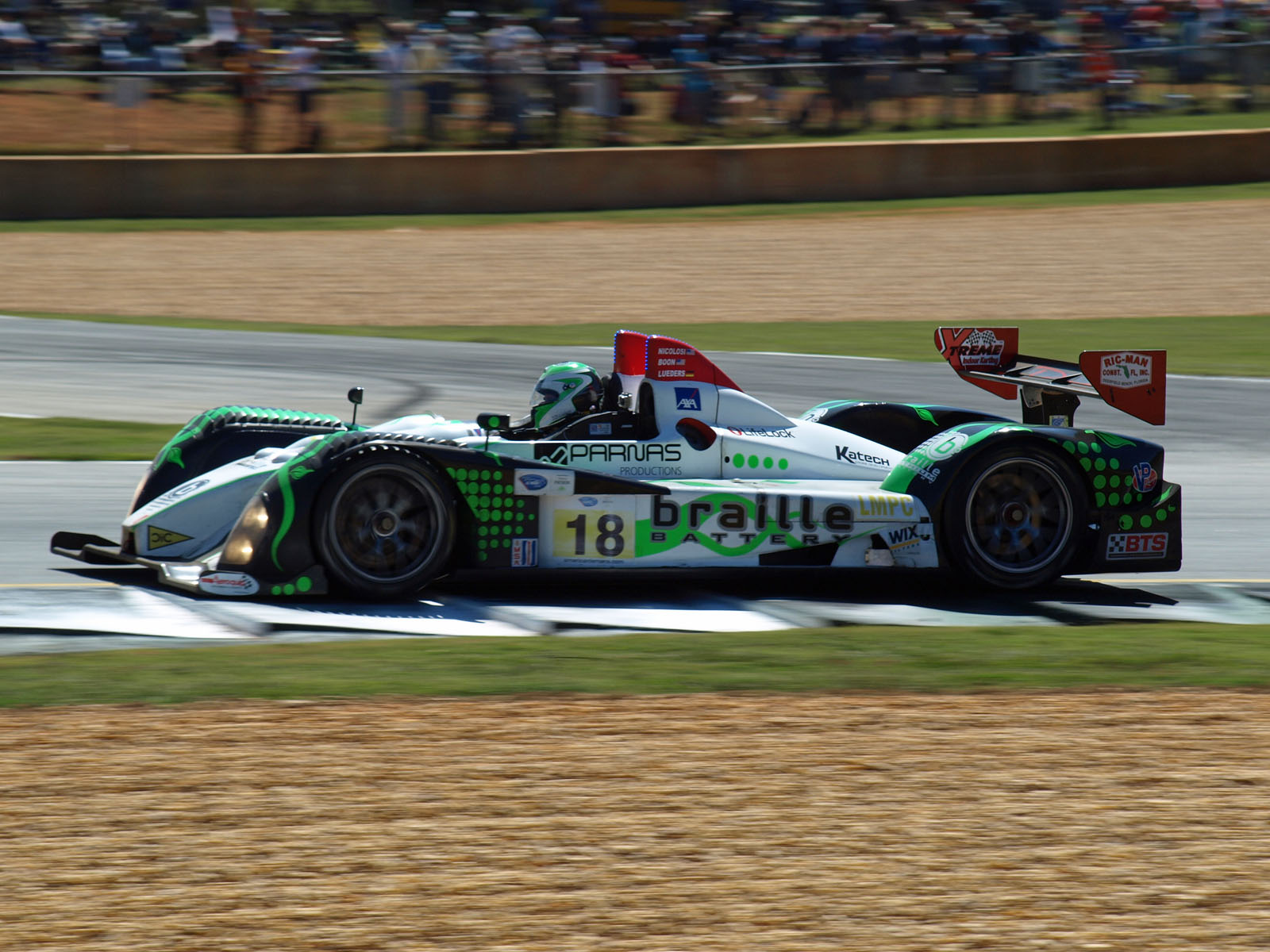
Jan-Dirk Lueders conduisant l'Oreca FLM09 n°18 aux Petit Le Mans 2011

## WeatherTech SportsCar Championship

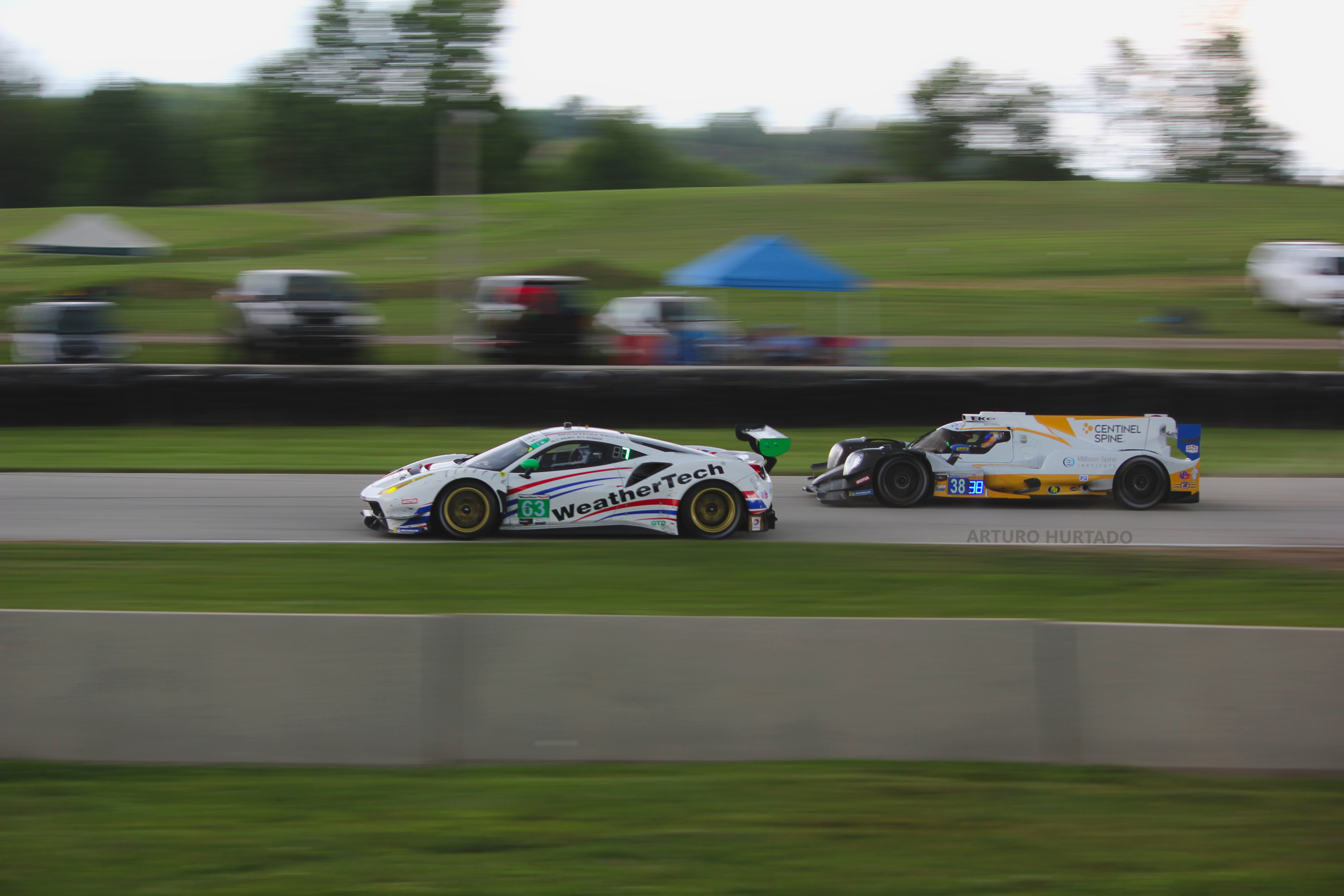
Oreca 07 de l'écurie Performance Tech Motorsports lors des Road Race Showcase 2020

En novembre 2017, après avoir écumé la catégorie Prototype Challenge dans le championnat WeatherTech SportsCar Championship durant plusieurs saisons, l'écurie avait annoncé son intention de passer dans la future catégorie reine de ce même championnat, la classe prototype. Du fait que l'écurie avait fait rouler une Oreca FLM09 dans la classe Prototype Challenge et des liens développés durant cette expérience avec le constructeur français Oreca, il avait semblé tout a fait normal de continué avec ce constructeur et le choix de l'Oreca 07 s'était fait naturellement. L'écurie avait également fait dans la stabilité en s'appuyant sur des pilotes qui avaient déjà couru dans la structure pour sa première course dans la catégorie, les 24 Heures de Daytona, c'est-à-dire Kyle Masson, Patricio O'Ward et James French. A cela s'était invité en dernière minute, l'expérimenté pilote Joel Miller. Un crash de l'Oreca 07 lors de la première séance d'essai libre de Grand Prix automobile de Mosport priva l'écurie de participation a l'épreuve. Nicholas Boulle avait rejoint l'écurie pour la dernière course de la saison, les Petit Le Mans. La meilleure performance de l'écurie avait été une 8e place lors des 24 Heures de Daytona.

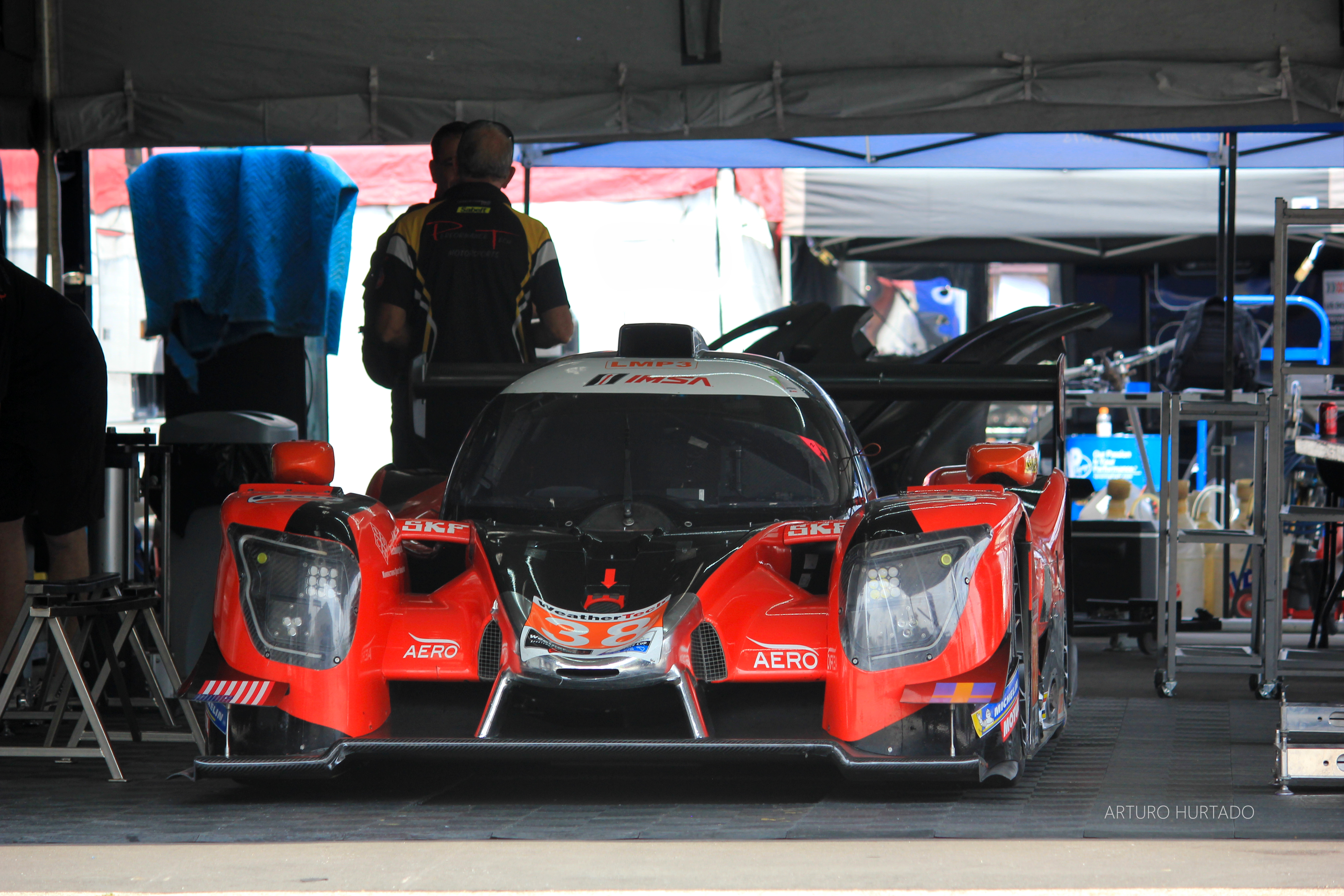
Ligier JS P320 de l'écurie Performance Tech Motorsports lrs des Road Race Showcase 2021

Pour 2019, l'IMSA avait fait évoluer les classes participant au WeatherTech SportsCar Championship. C'est ainsi que les DPi et les LMP2 avait chacune leur propre championnat. Performance Tech Motorsports avait confirmé son interêt pour poursuivre en LMP2.
En 2021, après avoir fait participer une Oreca 07 dans le championnat WeatherTech SportsCar Championship durant trois saisons d'affilée, l'écurie avait annoncé son intention de passer dans la catégorie LMP3 de ce même championnat. Pour cela, c'est avec le constructeur français Ligier Automotive et sa Ligier JS P320 que l'écurie s'était inscrit dans cette catégorie,. L'écurie avait obtenu durant cette saison deux 2e place lors des courses de Sports Car Challenge at Mid-Ohio et de Northeast Grand Prix et avait fini le championnat en 4e position.
En octobre 2023, Brent O’Neill, le Team principal de l'écurie, avait annoncé que pour la première depuis la création du championnat WeatherTech SportsCar Championship, l'écurie n'allait pas participer à celui-ci du fait de l'arrêt de la catégorie LMP3. 

## Palmarès

### Résultats enWeatherTech United SportsCar Championship
| Année | Classe | no | Voiture        | 1      | 2       | 3      | 4      | 5     | 6      | 7      | 8     | 9      | 10      | 11    | Points | Pos. | NAEC |
| ----- | ------ | -- | -------------- | ------ | ------- | ------ | ------ | ----- | ------ | ------ | ----- | ------ | ------- | ----- | ------ | ---- | ---- |
| 2014  | PC     | 38 | Oreca FLM09    | DAY 3  | SEB 10† | LGA 8  | KAN 9  | WGL 4 | IMS 4  | ELK 6  | VIR 2 | AUS 10 | ATL 10† |       | 218    | 8e   |      |
| 2015  | PC     | 38 | Oreca FLM09    | DAY 7† | SEB 3   | LGA 3  | BEL 3  | WGL 7 | MOS 7  | LIM 7  | ELK 2 | AUS 3  | ATL Np  |       | 233    | 6e   | 13   |
| 2016  | PC     | 38 | Oreca FLM09    | DAY 6  | SEB 5   | LBH 3  | LGA 4  | BEL 4 | WGL 2  | MOS 4  | LIM 3 | ELK 3  | AUS 3   | ATL 2 | 330    | 3e   | 36   |
| 2017  | PC     | 38 | Oreca FLM09    | DAY 1  | SEB 1   | AUS 1  | BEL 1  | WGL 1 | MOS 1  | ELK 1  | ATL 3 |        |         |       | 283    | 1re  | 56   |
| 2018  | P      | 38 | Oreca 07       | DAY 8  | SEB 13  | LBH 14 | MOH 11 | BEL   | WGL 14 | MOS Np | ELK   | LGA    | ATL 14  |       | 112    | 14e  | 24   |
| 2019  | LMP2   | 38 | Oreca 07       | DAY 2  | SEB 1   | MOH 2  | WGL 2  | MOS 2 | ELK 2  | LGA 2  | ATL 2 |        |         |       | 259    | 2e   | 49   |
| 2020  | LMP2   | 38 | Oreca 07       | DAY 5  | SEB 2   | ELK 5  | ATL    | ATL 2 | LGA    | SEB 3  |       |        |         |       | 126    | 2e   | 27   |
| 2021  | LMP3   | 38 | Ligier JS P320 | DAY    | DAY     | SEB 7  | MOH 2  | WGL 7 | WGL 5  | ELK 2  | ATL 9 |        |         |       | 1790   | 4e   | 27   |
| 2021  | LMP3   | 38 | Ligier JS P320 | 5      | 6       | SEB 7  | MOH 2  | WGL 7 | WGL 5  | ELK 2  | ATL 9 |        |         |       | 1790   | 4e   | 27   |
| 2022  | LMP3   | 38 | Ligier JS P320 | DAY    | DAY     | SEB '3 | MOH 7  | WGL 3 | MOS    | ELK 6  | ATL 8 |        |         |       | 1428   | 7e   | 27   |
| 2022  | LMP3   | 38 | Ligier JS P320 | 7      | 7       | SEB '3 | MOH 7  | WGL 3 | MOS    | ELK 6  | ATL 8 |        |         |       | 1428   | 7e   | 27   |

## Pilotes
- Hikaru Abe (2022)
- Matthew Bell (2020)
- Gerardo Bonilla (en)
- Jarrett Boon
- Ryan Booth
- Nicholas Boulle (2016-2018)
- Colin Braun (2020)
- Patrick Byrne (2020)
- Júlio Campos (en) (2014)
- Gabriel Casagrande (2014)
- Cameron Cassels (2019-2021)
- Guy Cosmo (2020)
- Conor Daly (2015)
- Stephen Dawes
- Tomy Drissi (2014)
- Andrew Evans (2019)
- James French (2014-2020, 2022)
- Brandon Gdovic (en) (2016)
- Daniel Goldburg (2021-2022)
- Garett Grist (2022)
- David Heinemeier Hansson
- Mike Hedlund (2014-2015)
- Howard Jacobs
- Sean Johnston (2015)
- Kenton Koch (2016)
- Rasmus Lindh (en) (2021-2022)
- Mateo Llarena (2021)
- Jan-Dirk Lueders
- James McGuire (2020)
- Kyle Marcelli (2016)
- Kyle Masson (en) (2017-2020)
- Robert Masson (2019 - 2020)
- Raphael Matos (2014)
- Tyler Maxson (2022)
- Jerome Mee (2014-2015)
- Joel Miller (2018)
- Anthony Nicolosi
- Jim Norman (2016)
- Josh Norman (2016)
- Tristan Nunez
- Ayrton Or (2021)
- David Ostella (en) (2014)
- Patricio O'Ward (2017-2018)
- Nico Pino (2022)
- Wyatt Schwab
- Charlie Shears (2014)
- Cameron Shields (en) (2022)
- James Vance (2015)
- Ricardo Vera
- Kris Wright (2019)
- Rodin Younessi (en)
- Don Yount (2020)